# 法諾爾·佩德達伊
法諾爾·佩德達伊（1991年7月16日—）是一位科索沃足球運動員。在場上的位置是防守型中場。他現在被德國足球乙級聯賽球隊科特布斯足球俱樂部。他擁有德國國籍，但代表科索沃國家足球隊參賽。